# Bulbophyllum crassinervium
Bulbophyllum crassinervium är en orkidéart som beskrevs av Johannes Jacobus Smith. Bulbophyllum crassinervium ingår i släktet Bulbophyllum och familjen orkidéer. Inga underarter finns listade i Catalogue of Life.